# Cristine Munhoz
 Cristine Munhoz Sant'anna Silva (em georgiano: კრისტინა სანტანა; São Paulo, 27 de maio de 1979) é uma voleibolista brasileira praticante da modalidade de vôlei de praia que representou a Geórgia na edição dos Jogos Olímpicos de Verão de 2008 na China.

## Carreira
No ano de 2006 após formar dupla  Andrezza Chagas “Rtvelo” tiveram a oportunidade de realizar o sonho de disputar uma olimpíada com apoio do governo da Geórgia, sem tradição na modalidade, na ocasião o então presidente do país Mikheil Saakashvili, este casado com uma ex-voleibolista, forneceu-lhes o passaporte com os nomes georgianos registrados como “Saka” e “Rtvelo”, que origina-se da palavra Sakartvelo que significa Geórgia no correspondente idioma, e a alcunha Saka foi atribuída a Cristine.Competindo pela Geórgia ao lado de Andrezza Chagas “Rtvelo” alcançou a quadragésima primeira posição nos Abertos de Vitória e Acapulco.
Pelo Circuito Mundial de Vôlei de Praia de 2007 atuou ao lado de Andrezza Chagas “Rtvelo” e pontuaram em todas as participações da dupla nesta edição, finalizando na nona posição no Aberto de Montreal, o décimo terceiro lugar no Aberto de Marseille e São Petersburgo, as décimas sétimas posições nos Abertos de Xangai e Aland, mesmo posto conquistado na edição do Campeonato Mundial de Vôlei de Praia de 2007 em Gstaad, as vigésimas quinta colocações nos Abertos de Sentosa, Kristiansand, Fortaleza e Phuket, como obteve também nos Grand Slam de Paris e Berlin, também finalizaram nas trigésimas terceiras posições nos Abertos de Warsaw e Espinho, o mesmo alcançado no Granda Slam de Klagenfurt, além da quadragésima primeira no Aberto de Seul e Grand Slam de Stavanger.
Em 2008 prosseguiu ao lado de Andrezza Chagas “Rtvelo” no correspondente Circuito Brasileiro de Vôlei de Praia e conquistaram a terceira posição na décima quarta etapa realizada em Recife; juntas disputaram a edição do Campeonato Europeu de Vôlei de Praia de 2008 em Hamburgo, Alemanha, finalizando na nona posição, classificando a Olimpíada de Pequim 2008.
Novamente ao lado de Andrezza Chagas “Rtvelo” competiu pelo Circuito Mundial de Vôlei de Praia de 2008, obtendo o quarto lugar no Grand Slam de Klagenfurt, a quinta posição no Aberto de Kristiansand, as nonas posições no Grand Slam de Paris e nos Abertos do Guarujá e Phuket, conquistando a décima terceira posição nos Abertos de Xangai, Barcelona e Sanya, também ocuparam a décima sétima colocação nos Abertos de Seul, Osaka, Marseille, Myslowice e Dubai, mesmo posto alcançado no Grand Slam de Gstaad; ainda foram vigésimas quintas colocadas no Grand Slam de Stavanger trigésimas terceiras colocadas nos Abertos de Stare Jablonki e no Grand Slam de Moscou, e pontuaram na quadragésima primeira posição no Aberto de Adelaide e Grand Slam de Berlin.Representaram juntas a Geórgia disputaram a edição dos Jogos Olímpicos de Verão de 2008 em Pequim e finalizaram na décima sétima colocação geral.
Com Andrezza Chagas “Rtvelo” disputou a primeira etapa do Circuito Brasileiro de Vôlei de praia de 2009 em Balneário Camboriú quando alcançaram o oitavo lugar, sexto lugar na etapa de Santa Maria, décimo segundo posto na etapa de Curitiba, e o bronze na etapa de São José dos Campos, décimo quarto lugar Campo Grande, nono lugar em Belém e também em Teresina, décimo sexto lugar na etapa de Fortaleza, quarta colocação na etapa de João Pessoa, décimo terceiro lugar em Recife e em Maceió e o vice-campeonato na etapa de Salvador.
Na temporada de 2009 do Circuito Mundial de Vôlei de Praia atuou novamente com Andrezza Chagas “Rtvelo” e finalizaram nos nonos lugares nos Abertos de Stare Jablonki e Haia, no Grand Slam de Klagenfurt, sendo a mesma colocação alcançada na edição do Campeonato Mundial de Vôlei de Praia em Stavanger, também alcançaram as décimas terceiras colocações nos Abertos de Brasília, Osaka e Kristiansand, como também as décimas sétimas posições no Abertos de Xangai, Seul, Aland e Barcelona, além do Grand Slam de Marseille; finalizando ainda na vigésima quinta colocação no Grand Slam de Gstaad e a trigésima terceira colocação no Grand Slam de Moscou.
Na sequência formou dupla com Andrezza Chagas e finalizaram na nona posição na etapa de Caxias do Sul pelo Circuito Brasileiro de Vôlei de praia de 2010e também em Balneário Camboriú, quinta posição em São José dos Campos, décimo terceiro lugar em Uberaba e em Goiânia, alcançou o décimo nono lugar na etapa de Campo Grande, e jogando ao lado de  Érica Freitas conquistou a quinta posição na etapa de de Fortaleza, o décimo terceiro lugar em João Pessoa, o nono lugar na etapa de Maceió e de Salvador, além do décimo terceiro lugar na etapa de Vila Velha e o nono lugar na etapa de Búzios.
Em mais uma jornada esportiva disputou ao lado de Andrezza Chagas “Rtvelo” as etapas do Circuito Mundial de Vôlei de Praia em 2010 obtendo o quinto lugar no Grand Slam de Klangefurt, sétimo lugar no Aberto de Aland, as nonas posições nos Abertos de Seul e Haia, também no Grand Slam de Gstaad, ainda obtiveram os décimos terceiros postos nos Abertos de Marseille e Kristiansand, as décimas sétimas posições no Abertos de Brasília e nos Grand Slam de Stavanger e Stare Jablonki, alcançando também o vigésimo quinto lugar no Aberto de Xangai, a trigésima terceira colocação no Grand Slam de Roma e o quadragésimo primeiro posto no Grand Slam de Moscou.
No Circuito Brasileiro de Vôlei de Praia Open 2011 retomou a parceria com Andrezza Chagas “Rtvelo” conquistando o oitavo lugar na etapa de Vitória, o sexto lugar no Rio de Janeiro, o décimo segundo posto na etapa do Guarujá,o sétimo lugar na etapa de Curitiba, décimo quarto lugar na etapa de Balneário Camboriú, nona posição em Santa Maria  e também em Salvador, décima sexta colocação em Aracaju, décimo sétima posição em Maceió e também na etapa de Recife.
Representou a Geórgia novamente ao lado de Andrezza Chagas “Rtvelo”pelo Circuito Mundial de Vôlei de Praia de 2011 correspondente, ocasião que terminaram em nono lugar no Grand Slam de Pequim, décimo terceiro posto no Aberto de Xangai, décima sétimas posições nos Abertos de Brasília, Sanya, Myslowice e Quebec, como também no Grand Slam de Stavanger, juntas obtivera ainda nos vigésimos quintos lugares nos Grand Slam de Gstaad, Moscou, Stare Jablonk e Klagenfurt, mesmo posto obtido nos Abertos de Aland e Haia, trigésimo terceiro posto no Aberto de Phuket e finalizam na trigésima sétima colocação na edição do Campeonato Mundial de Vôlei de Praia de 2011 em Roma.Na corrida para Os Jogos Olímpicos em Londres de 2012 disputaram a edição do Campeonato Europeu de Vôlei de Praia de 2011 em Kristiansand, Noruega, finalizando na décima sétima colocação.Em 2012 participa do Circuito Mundial de Vôlei de Praia ao lado de Andrezza Chagas obtendo os resultados: vigésimo quinto posto no Aberto de Sanya e nos Grand Slam de Xangai e Moscou, o trigésimo terceiro posto no Aberto de Brasília e Grand Slam de Roma, também finalizaram na quadragésima primeira posição no Grand Slam de Pequim.
Em 2012 anunciou o nascimento de seu primeiro filho com a voleibolista Harley Marques,com quem está casada desde 2007, no curso da gestação teve um aborto.
Com Luiza Amélia disputou o Circuito Brasileiro de Vôlei de Praia Nacional de 2012-13 e alcançaram o quinto lugar na etapa de Olinda, novamente com Andrezza Chagas alcançou o mesmo posto em João Pessoa, em seguida jogou ao lado de Camilla Adão e finalizaram na quinta posição na etapa de Campinas.
Em sete de março de 2014 ao lado de seu esposo Harley Marques realiza o sonho de ser mãe, pois, nasceu o pequeno Rafael Harley.

## Títulos e resultados
- Grand Slam de Klangefurt do Circuito Mundial de Vôlei de Praia:2009[3]

- Etapa de Salvador do Circuito Brasileiro de Vôlei de Praia Open:2009[25]
- Etapa de São José dos Campos do Circuito Brasileiro de Vôlei de Praia Open:2009[17]
- Etapa de João Pessoa do Circuito Brasileiro de Vôlei de Praia Open:2009[22]
- Etapa de Recife do Circuito Brasileiro de Vôlei de Praia Open:2008[4]

## Premiações Individuais
[carece de fontes?]